# 산마을고등학교
산마을고등학교(山마을高等學校)는 대한민국 인천광역시 강화군 양도면 삼흥리에 있는 사립 고등학교이다.

## 학교 연혁
- 2000년 3월 15일 : "국제복음고등학교" 개교
- 2001년 9월 21일 : 학칙변경 승인(2학급 40명, 계 6학급 120명)
- 2001년 9월 21일 : 김의중 이사장 취임
- 2002년 10월 18일 : 산마을고등학교 교명 변경
- 2005년 9월 21일 : 천용욱 이사장 취임
- 2006년 7월 20일 : 산마을고등학교 신축교사 준공 승인
- 2010년 2월 21일 : 게스트하우스 준공
- 2019년 3월 : 다목적실 산마루관 준공
- 2021년 3월 1일 : 강화정 교장 취임
- 2024년 2월 3일 : 제22회 졸업식

## 참고 자료
- 산마을고등학교 - 한국교육학술정보원 학교알리미